# Милорадович Костянтин Дмитрович
 Костянтин Дмитрович Милорадович  (12 травня 1839 р., с. Любеч, Чернігівська губернія — 12 квітня 1885 р. м. Чернігів) — дільничий мировий суддя Городнянського повіту, дільничий мировий суддя 1-ої дільниці м. Чернігова, голова Чернігівського з’їзду мирових суддів Чернігівського округу, член губернського тюремного комітету, губернський секретар. 

## Біографія
Костянтин Дмитрович Милорадович народився 12 травня 1839 року в Любечі в родині гвардії полковника у відставці Дмитра Григоровича Милорадовича і княжни Софії Миколаївни Манвелової. Закінчив курс Санкт-Петербурзького Імператорського університету.   
Працював дільничим мировим суддею Городнянського повіту, дільничим мировим суддею 1-ої дільниці м. Чернігова, головою Чернігівського з’їзду мирових суддів Чернігівського округу, також був членом губернського тюремного комітету, губернським секретарем.   
К. Д. Милорадович з 1874 по 1885 рік був гласним на повітових земських зборах Чернігівської губернії. (З 1874 по 1880 рік і з 1883 по 1885 рік — від повітових землевласників, а з 1880 по 1883 рік — від Чернігова та с.Березна). Входив до губернської училищної ради від земства. У Чернігівській жіночій гімназії був членом ради.   
Костянтин Дмитрович  був активним учасником першого зібрання засновників Чернігівської громадської бібліотеки-читальні на квартирі Миколи Миколайовича Милорадовича та Петра Петровича Червинського. Відомо, що з 1877 року по 1880 рік Костянтин Дмитрович Милорадович був членом правління бібліотеки. На зборах правління 1880 р. було ухвалено рішення просити К. Д. Милорадовича провести зустріч з графом Григорієм Олександровичем Милорадовичем для підтвердження його дійсного наміру пожертвувати свою бібліотеку на користь Чернігівської громадської бібліотеки з тим, щоб вона називалася «Чернігівська громадська графа Милорадовича бібліотека» і мала б можливість утримуватися у достойному і добре обладнаному помешканні. Про результат зустрічі просили доповісти правлінню.   
К. Д. Милорадович  у Катеринославській губернії у 1860 році володів частиною маєтків площею 3435 десятин придатних і 140 десятин не придатних земель біля сіл Вовніги (228 кріпаків) та Башмачка (53 кріпаків.) У Катеринославському повіті у 1882 році в спільній власності з братами Григорієм і Миколою мав маєток площею 1809 десятин.   
14 квітня 1884 року Ф. А. Лизогуб, М. І. Неплюєв, М. О. Константинович, П. О. Свєчин, В. Є. Варзар, І. Л. Шраг, В. М. Хижняков та інші на квартирі губернатора князя С. В. Шаховського, під його головуванням провели перше зібрання членів-засновників аматорського Чернігівського музично-драматичного гуртка і обрали правління на чолі з К. Д. Милорадовичем.   
Помер Костянтин Дмитрович Милорадович 12 квітня 1885 року та похований на території Чернігівського Єлецького монастиря.  